# Lake Garwood
Der Lake Garwood ist ein kleiner See an der Scott-Küste des ostantarktischen Viktorialands. Er liegt am unteren Ende des Garwood Valley und wird durch das Schmelzwasser des Garwood-Gletschers gespeist.
Der britische Geologe Thomas Griffith Taylor, Leiter der Westgruppe bei der Terra-Nova-Expedition (1910–1913) unter der Leitung des britischen Polarforschers Robert Falcon Scott, benannte ihn in Verbindung mit dem gleichnamigen Tal und dem entsprechenden Gletscher nach dem britischen Geologen Edmund Johnston Garwood (1864–1949).